# Overseas Containers Limited
Die Overseas Containers Limited (OCL) war eine 1965 als Zusammenschluss mehrerer britischer Unternehmen gegründete Containerlinienreederei.

## Geschichte
Das Gemeinschaftsunternehmen wurde 1965 von den Linienreedereien Ocean Steamship Company, der Muttergesellschaft der Blue Funnel Line, der Glen Line und Elder Dempster, der Peninsular and Oriental Steam Navigation Company, Furness Withy, der Muttergesellschaft von Shaw Savill & Albion Steamship Company, sowie der British & Commonwealth Shipping Company, der Muttergesellschaft der Clan Line und der Union-Castle Line gegründet, um im damals neuen Containergeschäft Fuß fassen zu können, ohne die großen damit verbundenen Investitionen alleine bewältigen zu müssen. Hintergrund waren die weltweit schnell wachsenden Langstreckencontainerverkehre, in denen Mitbewerber, wie die Containerpioniere Sea-Land Corporation oder beispielsweise das kurz darauf gegründete Associated-Container-Transportation-Konsortium, dem herkömmlichen Stückgutlinienverkehr große Ladungsanteile abnahmen. Die Ocean Steamship Company von Alfred Holt war mit 49 % sowohl der Hauptanteilseigner der OCL als auch federführend im Entwurf der zu bauenden Containerschiffe.
Nachdem schon vorher einzelne containerisierte Ladung verschifft wurde, erhielt die OCL, im Frühjahr 1969 beginnend, sechs Schiffe der Encounter-Bay-Klasse. Diese ersten Neubauten, deren Schiffsnamen alle auf Bay endeten, begannen am 6. März 1969 mit der Encounter Bay den Europa-Südost-Australien-Liniendienst. Dieser generierte für die ersten Jahre zunächst herbe Verluste, galt aber gleichzeitig auch als Schrittmacher und Marktführer der Region.
1974 entstand die Ocean Transport & Trading mit den Reedereien Blue Funnel Line, Glen Line und der Nederlandsche Stoomvaart Maatschappij "Oceaan" (NSMO) als Nachfolgeunternehmen von Alfred Holt. Ocean Transport & Trading ging eine Ben-Ocean genannte Partnerschaft mit der Reederei Ben Line ein, deren Schiffe allerdings alle in den Farben der Ben Line fuhren.
Die P&O, stockte ihren Anteil am Konsortium über die Jahre kontinuierlich auf und kaufte 1986 die verbleibenden 53 % von der Ocean Transport & Trading, deren Tochtergesellschaften Glen Line, Elder Dempster, Shaw, Savill & Albion, Clan Line und Union Castle Line gleichzeitig verschwanden, sowie der British & Commonwealth. Zum 1. Januar 1987 ging die OCL in der P&O Containers Ltd (P&OCL) auf. Diese wurde 1996 mit Nedlloyd verschmolzen. Im August 2005 wurde die P&O Nedlloyd von der A.P. Moller-Maersk Gruppe aufgekauft und ab Februar 2006 als Maersk Line weitergeführt.

## Die OCL-Schiffe

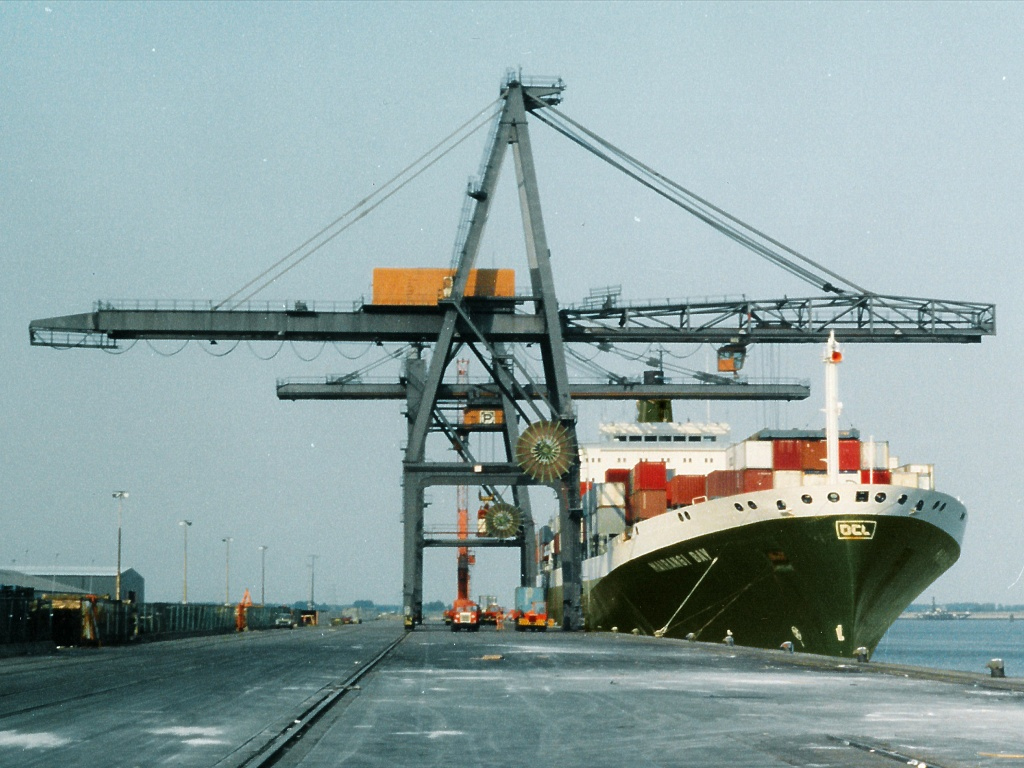
Das OCL-Schiff Mairangi Bay

Die Entwürfe der ersten OCL-Schiffe gingen auf Marshall Meek, den Leitenden Schiffbauingenieur und Direktor der zur OCL gehörigen Konstruktionsabteilung Ocean Fleets zurück, diese gehörte zur Muttergesellschaft Ocean Steamship Company, welche auch die Blue Funnel Line steuerte. Die ersten sechs Schiffe der Encounter Bay-Klasse waren gleichzeitig die weltweit ersten Containerschiffe der zweiten Generation und fassten 1530 TEU. Die Encounter Bay, Discovery Bay, Moreton Bay, Botany Bay und Flinders Bay wurden bis auf die abschließende in Schottland erbaute Jervis Bay alle auf deutschen Werften gebaut.
Ab 1972 folgte eine zweite Bauserie von sechs 2961 TEU Containerschiffen der dritten Generation. Diese Liverpool Bay-Klasse umfasste die Liverpool Bay, Jervis Bay, Cardigan Bay, Kowloon Bay, Tokyo Bay und Osaka Bay, die zusammen mit Hapag-Lloyd's vier Schiffen der Hamburg-Express-Klasse sowie zwei Schiffen von Mitsui O.S.K. Lines, drei Schiffen der Ben Line und vier Schiffen von Nippon Yusen Kaisha den gemeinsamen Europa-Asien-Dienst der neugegründeten Trio-Gruppe bedienten.
Die Schiffe der OCL besaßen einen grünen Rumpf, der nach oben mit einer weißen Bereich abgeschlossen wurde. Die Aufbauten waren ebenfalls weiß, der Schornstein grün, und mit dem weißen OCL-Logo versehen. Zwar endeten die Namen der OCL Schiffe auf Bay, bei Tochtergesellschaften, wie der Australia-Japan Container Line wich man jedoch von dieser Regel ab und benannte deren Schiffe zum Beispiel Arafura oder Aotea. Als die OCL zur P&OCL wurde, veränderte sich das Aussehen der Schiffe dahingehend, das die Rümpfe komplett grün wurden und der Schornstein ein P&O Logo erhielt. Die Namensgebung der übernommenen Schiffe wurde selbst nach dem Verkauf an Maersk im Juni 2006 beibehalten.